# 존 맥스웰
존 맥스웰(John Maxwell, 1918년 3월 11일 ~ 1982년 7월 18일)은 미국의 배우, 텔레비전 배우이다.

## 도서
- 다시 리더를 생각하다
- 리더십의 법칙 2.0
- 다시 일어서는 힘
- 성경에서 배운 21분 리더십
- 인생의 중요한 순간에 다시 물어야 할 것들